# Monte Blegier
Il monte Blegier (2.585 m s.l.m.) è una montagna delle Alpi del Monginevro nelle Alpi Cozie. Si trova in Piemonte, nella Città metropolitana di Torino.

## Caratteristiche

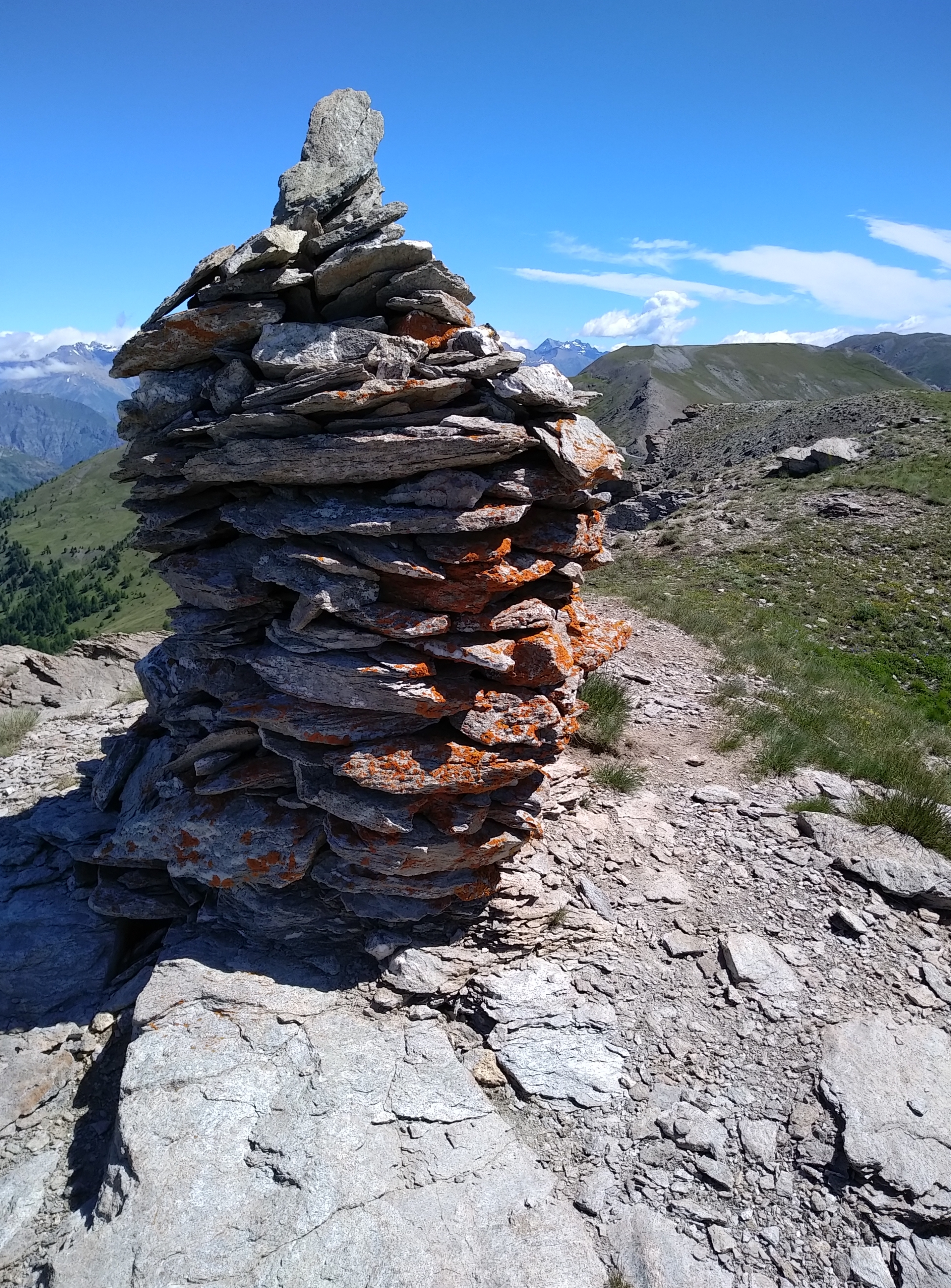
Il grande ometto sulla cima, a destra il monte Gran Costa

La montagna è collocata lungo la cresta divisoria tra la val Chisone e la Val di Susa. Verso sud-ovest il colle Blegier (2.381 m) la separa dal Monte Genevris, mentre il Colle di Lauson (2.497 m)  la divide a nord-est dal Monte Gran Costa. Il monte Blegier è un rilievo principalmente erboso e detritico; sulla sua cima è presente un alto e massiccio ometto in pietrame. La sua prominenza è di 88 m. Una evidente cima secondaria quotata da IGM 2.571 m s.l.m., piuttosto ripida e caratterizzata da roccette affioranti, si trova poco a sud della sommità principale ed è separata da quest’ultima da una valletta prativa in cui è presente anche un lago di modeste dimensioni. A valle del colle Blegier (2.381 m), lato Valsusa, è situata una caratteristica torbiera di alta quota, che costituisce un'area di particolare interesse naturalistico. La zona attorno al Monte Blegier è del tutto priva di vegetazione arborea.
Attorno alla vetta del Monte Blegier, sul lato Val Chisone, corre una vecchia strada militare che unisce le postazioni militari alla strada dell'Assietta, un lungo percorso sterrato (aperto al transito dei mezzi motorizzati nei periodi sgombri di neve) che collega il Pian dell'Alpe di Usseaux a Sestriere.

## Accesso alla vetta

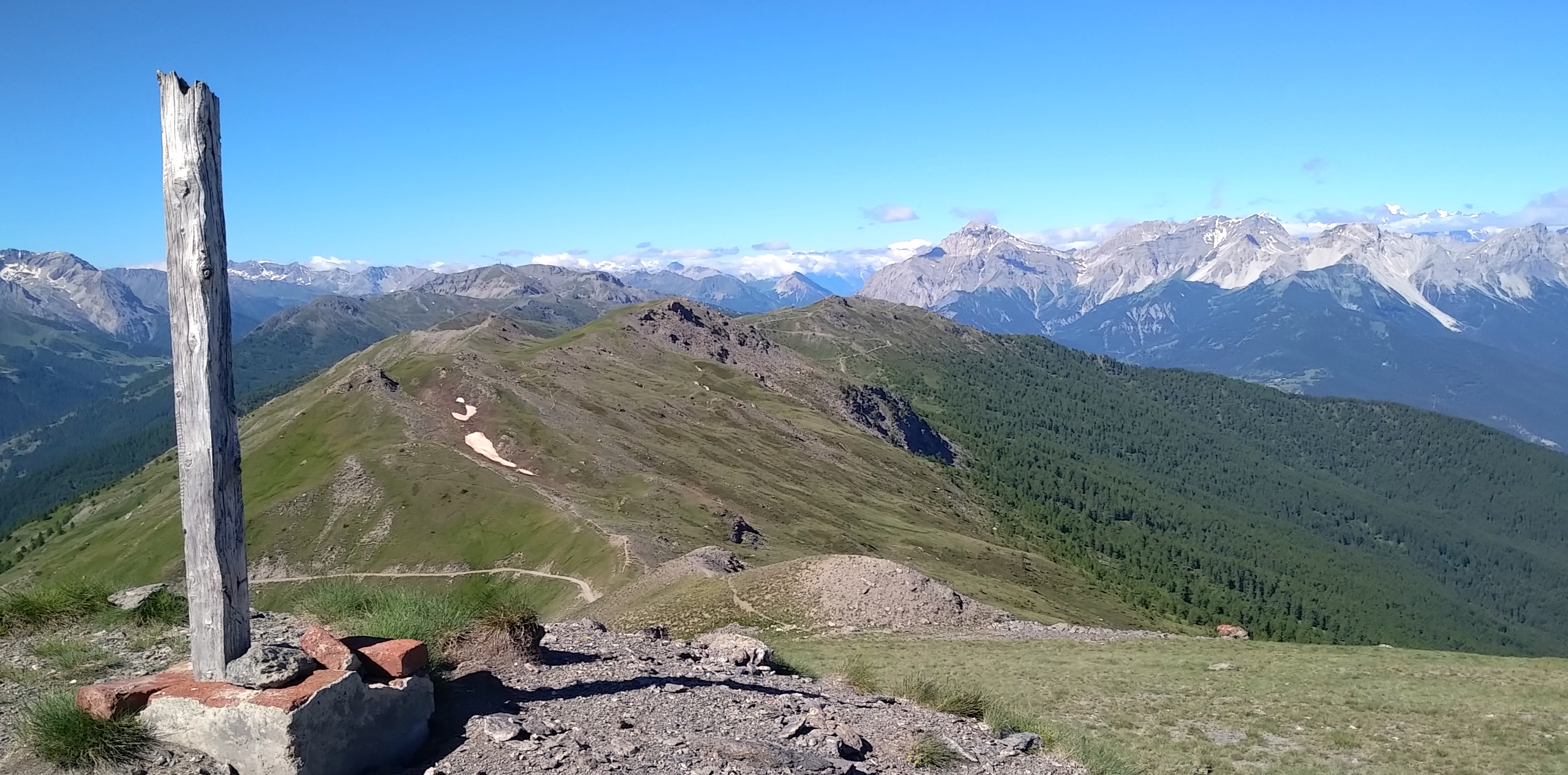
Vista dal Monte Gran Costa, in secondo piano i monti Genevris e Fraiteve

È possibile salire sulla vetta della montagna percorrendo la facile cresta spartiacque, che a sua volta può essere raggiunta o dalla Valle di Susa o dalla Val Chisone. L'accesso dalla Valsusa avviene da Richardette oppure anche da Monfol (Sauze d'Oulx) mentre quello dalla Val Chisone comincia da Gran Puy (Pragelato). Si tratta di percorsi escursionistici facili, di difficoltà escursionistica E.

## Protezione della natura
Il Monte Blegier ricade nel Parco naturale del Gran Bosco di Salbertrand.